# Bucculatrix castaneae
Bucculatrix castaneae är en fjärilsart som beskrevs av Josef Wilhelm Klimesch 1950. Bucculatrix castaneae ingår i släktet Bucculatrix och familjen kronmalar. Inga underarter finns listade i Catalogue of Life.

## Bildgalleri

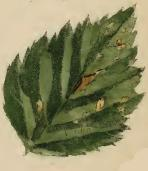
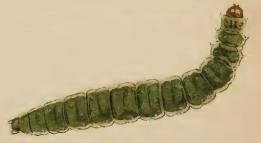